# Batalha de Nassau
A Batalha de Nassau (2 a 3 de março de 1776) foi uma batalha naval de assalto anfíbio pelas forças americanas contra a Grã-Bretanha que ocupava Nassau, nas Bahamas durante a Guerra Revolucionária Americana. A batalha é considerada um dos primeiros compromissos assumidos pela primeira e recém-criada Marinha Continental, o progenitor da Marinha dos Estados Unidos e dos Fuzileiros Navais. A ação foi também o primeiro desembarque anfíbio na história dos Estados Unidos. A batalha também é conhecida como o Raid de Nassau.

## Contexto
O Lord Dunmore, com a força britânica sob o seu comando, havia recolhido uma loja de armas e disposições em New Providence, nas Bahamas, oi que tinha sido eficaz contra os rebeldes ao longo da costa Colonial, em especial a costa da Virgínia.

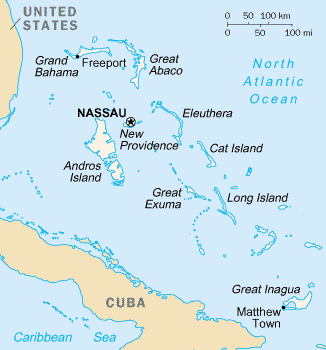
Mapa das Bahamas

## Batalha

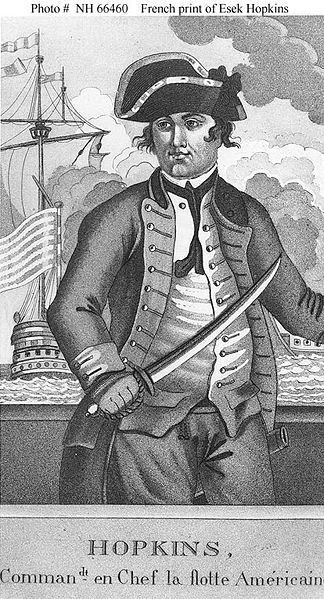
Esek Hopkins, comandante da frota das Treze Colônias na batalha.

A frota estava sob o comando do Comodoro Esek Hopkins de Rhode Island, com uma força-tarefa de quatro navios, incluindo o USS Hornet, USS Alfred e o USS Wasp, e os reuniu perto de Great Abaco Island, ao norte da ilha de New Providence, em 1 de março de 1776. A força capturou dois saveiros de propriedade de legalistas, um desses homens era o capitão Gideon Lowe de Green Turtle Cay, e pressionou os seus proprietários a servir como pilotos. Diz-se que os dois Abaconians escaparam logo de Nassau por que estavam à vista e alertaram os britânicos dos navios americanos que se aproximavam.
Em 2 de março, as forças americanas se aproximaram de Nassau, enviando à terra um grupo de ataque de 230 Continentais, 50 marinheiros e fuzileiros navais, sob o comando do Capitão Samuel Nicolau, o primeiro oficial comissionado na Marinha Continental. As forças enviadas capturaram as proximidades do Forte Montague, mas foram repelidos em seu ataque ao Forte de Nassau.
Em 3 de março às 10h00 da manhã, foi feita novamente uma tentativa de aterragem, e desta vez os fuzileiros navais capturaram Nassau sem combate, uma loja bastante grande onde apreenderam 103 canhões, morteiros e munição. Grande parte das lojas de pólvora que eram o alvo do ataque tinham sido esvaziadas após o ataque em 2 de março.
O ataque ficou marcado com o primeiro lugar na história em que as forças militares norte-americanas responderam ao comando "A força de desembarque em terra".
Em 17 de março, a frota partiu para fora do canal Block Island, em Newport Rhode Island, com o Montfort Browne, vice-governador das Bahamas, sendo um prisioneiro. Browne foi mais tarde trocado pelo general americano William Alexander.

## Legado
Em comemoração da batalha, dois navios da Marinha dos Estados Unidos foram batizados como USS Nassau.